# 클레어 폴러니
클레어 폴라니(Claire Antonia Forlani, 1971년 12월 17일 ~ )는 잉글랜드의 배우이다.

## 출연 작품

### 영화
- 몰래츠 (1995)
- 더 록 (1996)
- 조 블랙의 사랑 (1998) - 수전 패리시 역
- 보이즈 앤드 걸즈 (2000)
- 메달리온 (2003)
- 왕의 이름으로 (2007)
- 프레셔스 카고: 프로 범죄단 (2016) - 캐런 역
- 인페르노 타워 (2017, Crystal Inferno) - 브리아나 역
- 파이브 피트 (2019) - 메러디스 역
- 상간녀 살인사건 (2019, An Affair to Die For) - 홀리 역
- 블랙 뷰티 (2020)